# Gölalan
Gölalan ist ein Dorf im Landkreis Canik in der  türkischen Provinz Samsun. Der Ort liegt etwa 18 km südlich von Samsun an den Ausläufern des Berges Canik am Nebenfluss Akçay des Flusses Mert. Seit einer Gebietsreform 2014 ist Gölalan kein Dorf mehr, sondern ein Ortsteil der Kreisstadt.

## Klima
Das Klima entspricht dem der Schwarzmeerregion.

## Wirtschaft
Die Wirtschaft des Dorfes basiert auf Viehzucht und Landwirtschaft. Es werden Gebi-Kirschen, Haselnüsse, Pfirsiche, Birnen, Äpfel und Pflaumen angebaut.

## Infrastruktur
Das Dorf ist über eine Asphaltstraße erreichbar. Im Dorf gibt es eine Grundschule. Während es Strom- und Telefonanschlüsse gibt, fehlt es noch an einer Versorgung mit fließendem Trinkwasser und einer Kanalisation.